# Здание насосной станции (Чилликоте)
Насосная станция (англ. Chillicothe Water and Power Company Pumping Station) — это историческое здание в северной части города Чилликоти, штат Огайо, США.

## История
Здание в стиле неоготики было построено в 1881 году для размещения городской водопроводной станции и электростанции. Его архитектура и расположение в парке Йоктанги были выбраны специально для того, чтобы стать украшением парка, а также чтобы находиться рядом с другими элементами первых городских водопроводных сооружений, которые были введены в строй одновременно с насосной станцией.
С 1881 по 1882 год в Чилликоти была построена полноценная система водоснабжения. Элементами этой системы были скважина, массивное водохранилище, насосная станция в парке Йоктанги и водопроводная сеть для снабжения всех частей города. Одноэтажное здание с двухъярусной башней, представляет собой кирпичное сооружение с фундаментом из песчаника и шиферной крышей.
К концу 1970-х годов в Чилликоти был построен новый водопровод, и потребление коммунальных услуг стало обеспечиваться из других источников. Это привело к тому, что старое здание не использовалось и было заброшено. Общественность предложила идеи для его обновления и сохранения: были разработаны планы по превращению его в общественный центр. Здание было включено в Национальный реестр исторических мест в конце 1979 года. Основанием для определения здания насосной станции как исторического места стала его архитектура, прежде всего как специально выстроенное украшение для парка Йоктанги. На сегодняшний день насосная станция была преобразована в художественную галерею, Pump House Art Gallery.